# Maximilian III Joseph av Bayern
Maximilian III Joseph, född 28 mars 1727 i München, död 30 december 1777 i München, var kurfurste av Bayern från 1745 till sin död 1777.

## Biografi
Maximilian III Joseph var sonson till Maximilian II Emanuel och son till kurfursten Karl Albert och kejsar Josef I:s yngre dotter, Maria Amalia av Österrike. Han efterträdde sin fader 1745. Han avstod samma år genom freden i Füssen från dennes anspråk på österrikiska arvländerna, men fick behålla hela det bayerska området. Hans förnämsta omsorg blev därefter att upphjälpa Bayerns finanser och dessutom förbättrades lagstiftningen och undervisningsväsendet, och 1759 stiftades vetenskapsakademien i München. Trots att han var trogen katolik, avvisade Maximilian dock kyrkliga övergrepp. I sjuårskriget tillhörde han Fredrik II:s fiender. 
Han var förmäld med Maria Anna av Sachsen och Polen, August III:s dotter, men hade med henne inga barn. På grund av ingångna arvföljdsfördrag efterträddes han av sin närmaste släkting av wittelsbachska husets sulzbachska linje, kurfursten Karl Theodor av Pfalz.